# 키프로스-미노스 음절문자

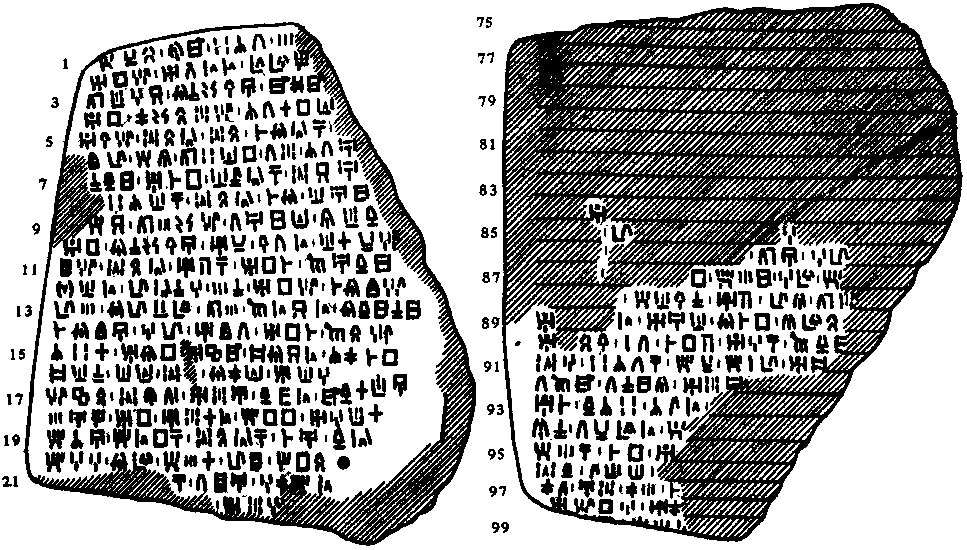

키프로스-미노스 음절문자(Cypro-Minoan syllabary, CM)는 미해독의 음절문자로, 후기 청동기 시대(기원전 약 1550-1050년)에 키프로스 섬에서 쓰이던 문자이다. "키프로스-미노스"라는 이름은 크레타섬의 미노스 문명에서 쓰인 선형문자 A를 닮았다는 데서 1909년 고고학자 아서 에반스에 의해 붙여진 것인데, 오늘날에는 실제로 선형문자 A에서 키프로스-미노스 문자가 기원했다는 것이 정설이다. 시리아 지중해안의 우가리트 유적에서도 키프로스-미노스 음절문자가 새겨진 유물이 발견된 바 있다.
선형문자 A를 받아들여 점토판에 기록하는 음절문자로서 사용한 것으로 보이며, 이 사용은 계속 이어지다가 이후 키프로스 음절문자의 기반이 되었다. 그러나 키프로스-미노스 음절문자가 기록한 언어가 무엇인지에 대해서는 여전히 알려져 있지 않다. 이후 키프로스 음절문자는 고대 그리스어와 함께 에테오키프로스어(Eteocypriot, 순수 키프로스어)라고 이름붙여진 상세불명의 언어를 표기하는 데 쓰였는데, 이 언어가 바로 키프로스-미노스 음절문자가 표기하던 고대 언어의 후예라는 가설이 있다.

## 같이 보기
- 키프로스 음절문자
- 키프로스의 언어